# Nowotroizk
Nowotroizk (russisch Новотроицк) ist eine russische Stadt im Osten der Oblast Orenburg, südlich des Ural und unweit der dort vom Fluss Ural gebildeten Kontinentalgrenze zu Asien auf europäischem Gebiet. Die Stadt hat 98.173 Einwohner (Stand 14. Oktober 2010). Sie liegt etwa 12 km Luftlinie westlich des Zentrums der Großstadt Orsk sowie 230 km ostsüdöstlich des Oblastverwaltungszentrums Orenburg.

## Geschichte
Die Stadt entstand ab Ende der 1930er-Jahre als Arbeitersiedlung des zeitgleich gebauten Metallurgiekombinats unweit der zu Beginn des 20. Jahrhunderts entstandenen Ansiedlung Nowo-Troizkoje. Der etwa 5 km westlich gelegene Ort Akkermanowka, heute Teil des Stadtkreises Nowotroizk, besaß den Status einer Siedlung städtischen Typs bereits seit Beginn der 1930er-Jahre. Am 15. Januar 1941 erhielt auch Nowo-Troizkoje unter dem Namen Nowo-Troizk den Status einer Siedlung städtischen Typs, und am 13. April 1945 wurden die Stadtrechte verliehen. Die heutige Schreibweise der Bezeichnung ohne Bindestrich ist seit den 1960er-Jahren offiziell.
In Nowotroizk befand sich das Kriegsgefangenenlager 235 für deutsche Kriegsgefangene des Zweiten Weltkriegs.

### Bevölkerungsentwicklung
| Jahr | Einwohner |
| ---- | --------- |
| 1959 | 54.484    |
| 1970 | 83.439    |
| 1979 | 94.647    |
| 1989 | 106.084   |
| 2002 | 106.315   |
| 2010 | 98.173    |

Anmerkung: Volkszählungsdaten

## Wirtschaft und Verkehr
Nowotroizk ist geprägt von der Metallindustrie, die mit etwa 26.000 Beschäftigten der größte Arbeitgeber der Stadt ist, ferner von der Chemie- und Baumaterialherstellung. Die Versorgung der Stadt mit Lebensmitteln ist unter anderem von einer Großbäckerei, Molkerei und Fleischerei sowie anderen verarbeitenden Betrieben gesichert. Der öffentliche Personennahverkehr wird von der Straßenbahn, Bussen und Taxis getragen. Nowotroizk ist außerdem an das Eisenbahnnetz angeschlossen, die großen Zentren Russlands wie Moskau, Samara, Orenburg, Tscheljabinsk und Orsk sind mit dem Zug gut zu erreichen. Es gibt auch eine gute Straßenverbindung nach Orenburg und Orsk. Im benachbarten Orsk befindet sich ein kleiner nationaler Flughafen.

## Bildung und Kultur
Nowotroizk hat ein gutes Angebot an Schulen, Kindertageseinrichtungen, Sportstätten und Niederlassungen von verschiedenen Hochschulen. Die Kulturlandschaft der Stadt hat auch in jüngster Zeit neue Impulse bekommen, aber diese reichen oft nicht aus, die Kultur und Unterhaltung voranzutreiben, die Stadt ist daher auf diesem Gebiet noch eher rückständig.

## Religion
Die größten Konfessionen sind die russisch-orthodoxe Kirche und Muslime. Anhänger anderer Religionen sind weniger vertreten, darunter kleinere Gemeinden der evangelischen Kirchen.

## Söhne und Töchter der Stadt
- Eugene Maslov (* 1959), Jazzpianist und Komponist
- Jewgeni Rylow (* 1996), Schwimmer
- Ilja Kamyschew (* 1997), Fußballspieler